# كمال إبراهيم

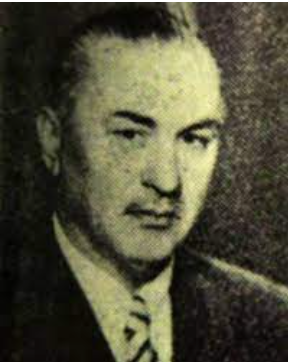
كمال إبراهيم

كمال بن إبراهيم بن محمد (فريح) بن حسن بن حمادي، وهو أديب ومؤلف وكاتب واستاذ لغة عربية عراقي، ينتمي لقبيلة العبيد العربية القحطانية الحميرية، وأهل مدينة الأعظمية، أغلبهم من أبناء هذه القبيلة.
ولد في محلة الشيوخ في الأعظمية في عام 1328 هـ/ 1910م، وبها نشا وتعلم القرآن في صغره ثم أكمل دراسته الابتدائية، ودخل مدرسة الإمام أبو حنيفة، وبعدها التحق بجامعة آل البيت، وتخرج منها عام 1927م، وسافر إلى مصر، والتحق بكلية دار العلوم عام 1928م، واستدعي إلى بغداد للتدريس عام 1929م في دار المعلمين العالية بدلا من الأستاذ أحمد حسن الزيات، ثم عاد إلى مصر، وتخرج في عام 1932م، وعين مدرسا في دار المعلمين العالية، ثم اختير مديرا عاما للدعاية، وكان من المشاركين في ثورة مايس عام 1941م، وكان يعد البيانات ويذيعها بنفسه من إذاعة بغداد السرية، وكانت الإذاعة في بعض بساتين الأعظمية، في شارع عمر بن عبد العزيز.
وبعد انتهاء ثورة رشيد عالي الكيلاني واخفاقها فصل من الوظيفة وبقي مطلوبا من السلطة الحاكمة وظل ثلاث سنوات متخفيا عن أعين السلطة، وكان يرتدي ملابس الرهبان والقسس للتمويه إذا أراد الظهور، وكان يتمشى عصرا في شارع الأخطل بالأعظمية قريبا من أعدادية كلية بغداد، ولا يعرفه الناس ويحسبونه من القسس في كلية بغداد.
ثم عفي عنه وأعيد مدرسا في دار المعلمين العالية، وفي عام 1950م عين مديرا عاما للدعاية مدة وجيزة، ثم عاد إلى دار المعلمين العالية، وفي عام 1971م، أختاره المجمع العلمي العراقي عضوا عاملا.
وأحيل على التقاعد لتدهور صحته عام 1973م، وفي أول آذار (مارس) من عام 1973م سافر إلى دمشق ممثلا عن المجمع العلمي العراقي في مؤتمر توحيد المصطلحات العربية، ولهُ الكثير من المقالات الأدبية واللغوية في الجرائد والمجلات، كما ألقى الكثير من أحاديثه في مجال الأدب والنقد من إذاعة بغداد، وكان من علماء اللغة العربية الأفذاذ.

## مؤلفاته
- أغلاط الكتاب - طبع في بغداد عام 1935م.
- عمدة الصرف - طبع في بغداد عام 1945م.
- الأساس في تاريخ الأدب العربي - ألفه بالمشاركة.
- أغلاط الشعراء - مخطوط.
- دراسات في فقه اللغة - مخطوط.
- دراسات ورسائل عن رجال الفتح الإسلامي - مخطوط.
- نقود وردود في اللغة - مخطوط.

## من شعره
قصيدة في وصف النبي محمد في يوم مولده قال فيها:
محمد صفوة الدنيـا ومنقذهـا... وواحد الخلق من عجم ومن عرب
قد كان من سبحـات الطهر نشأته... فذكره قبله قد جاء في الكتب
الوحـي يهبط بالآيات محكمـة... والكون من رهبـوت الله في رهـب
من للرسالة يوفي حق صاحبها... يفنى المداد وما في الأرض من كتب
طلبت وصفك فيما جئت أنظمه... فما أجابت قوافي الشعر مطلبي
أناشد الكلم الباقي فيعجزني... أنا العيي فما أرضى لكم أدبي
هذا المقام تعود اللسن مفحمة... منه ويعيا به ذو المقول الذرب
لم أبك ليلى ولم أشتق إلى طلل... ولا وقفت بذات الضال من كثب
إن خـاب كل محـب في أحبتـه...فـإنني برسـول الله لم أخـب
علقت منه بحبل غير منفصم...ورحت منه بود غير منشعب
إلى قوله:
لقد اضعنا حدود الله عن سفه... ومن يضيع حدود الله يحترب
نوازل الغرب قد هاضت جوانحنا... فنحن ما بين مصروع ومنتحب
في كل يوم لنا مأساة أندلس...تسربل الأرض منهم بالدم السرب
حتى الصهايين راموا دولة لهم... تشاد في معقل الإسلام والعرب
هذي مآتـمـنا في الشرق قائمـة... والغرب أعراسه مـمدودة الطنب
ما أن تعود لنا في الأرض سيرتنا... حتى نجدد شعبا غير منشعب
يضمه الدين والأخلاق في رحم... ويجمع السيف بين القوم في النسب

## وفاته
توفي في صباح يوم الخميس 14 ربيع الآخر 1393 هـ/1973م، حيث كان يناقش رسالة للماجستير في الجامعة، وبعد أنتهاء المناقشة توفي وخر صريعاً في الجامعة، وشيع في موكب إلى جامع الإمام الأعظم لأجل الصلاة عليهِ، ثم دفن في مقبرة الخيزران في الأعظمية.